# Harriet (film)
Harriet è un film biografico del 2019 diretto da Kasi Lemmons. 
Il film racconta la vita dell'attivista Harriet Tubman, che per tutta la vita ha combattuto per l'abolizione della schiavitù e poi per il suffragio femminile.
Protagonista del film è Cynthia Erivo, nel ruolo di Harriet Tubman, fanno parte inoltre del cast principale Leslie Odom Jr., Joe Alwyn, Jennifer Nettles, Clarke Peters e Janelle Monáe.

## Trama
Nel 1849 in Maryland, stato schiavista, Araminta "Minty" Ross è da poco sposata con l'uomo libero John Tubman. Minty è una schiava della piantagione Brodess, insieme a sua madre e sua sorella. Il reverendo Green finisce il suo sermone, focalizzandosi sull'importanza dell'obbedienza dei servi verso i loro padroni. Il padre di Minty, Ben, anche lui un uomo libero, chiede di poter parlare con il padrone Edward Brodess, con una lettera scritta dall'avvocato che dice che la madre di Minty, Harriett, doveva essere liberata al suo quarantacinquesimo anno di età e che anche i suoi figli sarebbero liberi. Brodess infuriato strappa la lettera.
Minty si allontana da sola e prega Dio di uccidere Brodess, ma viene scoperta dal figlio di quest ultimo, Gideon che la rimprovera e castiga. Quando Brodess muore poco dopo, Gideon mette Minty in vendita. Minty, che ha delle visioni da quando un blocco di metallo la colpì in testa da ragazza, ha un'apparizione di se stessa che scappa verso la libertà. Decide che è il volere di Dio e si organizza per scappare. John si offre di accompagnarla ma Minty decide di lasciarlo perché teme che possano togliergli la libertà se lo trovano con lei. Minty parla con suo padre che le consiglia di andare dal reverendo Green per ricevere aiuto per il suo viaggio.
Minty viaggia tutta la notte, seguita da Gideon e altri uomini a cavallo, il ragazzo la raggiunge su un ponte e le promette che non la venderà se accetta di tornare con lui alla piantagione. Minty salta dal ponte esclamando che "o sarà libera o morta". Minty sembra che sia annegata ma invece riesce a raggiungere Wilmington nel Delaware, e cerca l'abolizionista Thomas Garrett. Egli la porta al confine della Pennsylvania e Minty cammina per circa 25 chilometri fino a Filadelfia dove incontra William Still, segretario della Società anti-schiavismo della Pennsylvania. William la incoraggia a cambiare il suo nome e sceglierne uno da donna libera, così Minty sceglie il nome di sua madre (Harriet) e il cognome di suo marito (Tubman). Harriett viene alloggiata temporaneamente da Marie Buchanon, la figlia di una schiava liberata, nata libera e proprietaria di una villa.
Dopo un anno a Filadelfia Harriet chiede a William di aiutarla a portare lì la sua famiglia. Lui le spiega che salvare gli schiavi è diventato più difficile; Harriet non si da pervinta e torna nel Maryland, riuscendo a trovare suo marito John, il quale purtroppo si è risposato ed è in attesa del suo primo figlio. Devastata, Harriet ha una visione e crolla a terra venendo trovata da suo padre poco dopo. Con l'eccezione dei suoi genitori e di sua sorella Rachel, Harriett guida altri nove schiavi verso la libertà, cinque di loro provengono dalla piantagione di Gideon. Il giorno dopo l'uomo si accorge della fuga e minaccia Rachel e i suoi figli costringendola a dire chi li ha aiutati. Rachel confessa che sua sorella è ancora viva e che è lei l'artefice della fuga; nel frattempo Harriett viene accettata nel comitato della Underground Railroad per le sue gesta eroiche.
Harriet continua a salvare schiavi con l'appoggio della Underground Railroad, e viene soprannominata "Moses". Rachel non riesce a fuggire perché Gideon ha nascosto i suoi figli e si rifiuta di dirle dove sono. Harriet  incontra Walter, che ha lavorato come cacciatore di negri per Bigger Long, e che ora ha deciso di aiutarla. La legge sul fuggitivo passa negli USA e proclama che qualsiasi schiavo fuggito possa essere riportato indietro dal suo padrone indipendentemente dallo stato in cui si trovi. Harriet scopre che sua sorella Rachel è morta. Gideon è furente di rabbia quando scopre che "Moses" in realtà è Harriett, decide di viaggiare con Bigger Long, il cacciatore di negri, fino a Filadelfia, dove trova la casa di Marie Buchanon e la picchia a morte nel tentativo inutile di farsi dire dove si trova la schiava fuggitiva. Harriet riesce a fuggire in Canada con l'aiuto di alcuni amici, ma dopo poco tempo ha una visione di suo padre in grave pericolo: decide di tornare indietro e porta a Nord entrambi i suoi genitori. Col passare del tempo la piantagione Brodess cade in rovina e la vedova Brodess giura di catturare Harriet tenendo i figli di sua sorella in ostaggio. Purtroppo per lei Harriet aggira la trappola e riesce a liberare i bambini e gli schiavi rimasti.
Gideon le da la caccia assieme a Bigger Long che è sul punto di ammazzare Harriet, ma viene a sua volta ucciso da Gideon che vuole la schiava viva. Harriet riesce ad avere la meglio su Gideon, risparmiandolo, ma profetizzando che il ragazzo perderà la vita sul campo di battaglia per una causa persa e per il peccato dello schiavismo. Dopo alcuni anni Harriet guida un gruppo di 150 soldati di colore nell'attacco sul fiume Combahee.
Una scritta conclusiva prima dei titoli di coda rivela che Harriet Tubman liberò almeno 70 schiavi, fu una spia durante la guerra civile, liberò insieme all'esercito almeno altri 750 schiavi e contribuì al suffragio femminile. Inoltre viene fatto sapere che morì alla veneranda età di 91 anni e le sue ultime parole furono: "I go to prepare a place for you" ("Vado a preparare un posto per voi").

## Produzione

### Cast
Nel 2015, l'attrice Viola Davis avrebbe dovuto recitare e produrre un film biografico su Harriet Tubman, ma il progetto non è mai stato realizzato. Lo sviluppo di un nuovo film è iniziato a maggio 2016. Nel febbraio 2017, Cynthia Erivo è stata scelta per il ruolo di Tubman, con Seith Mann alla regia su una sceneggiatura di Gregory Allen Howard. Kasi Lemmons è stata ingaggiata come regista a settembre 2018, nonostante il passato fallimento del film da lei diretto Un Natale speciale a New York. Infine, ad ottobre 2018, è stato annunciato che anche l'attrice e cantautrice Janelle Monáe si era unita al cast del film.

### Riprese
Le riprese hanno avuto luogo totalmente in Virginia, da ottobre a dicembre del 2018. In particolare per le scene di schiavitù e lavori forzati nelle piantagioni è stata utilizzata l'antica zona nella contea di Charles City.

## Colonna sonora
La colonna sonora, composta dal musicista Terence Blanchard, è costituita interamente da brani originali, compreso quello principale del film: la canzone Stand Up, cantata proprio dall'attrice protagonista Cynthia Erivo, e nominata ai Premi Oscar 2020 come migliore canzone originale. L'attrice ha anche eseguito la canzone sul palco, la sera della cerimonia di premiazione.

## Distribuzione
La pellicola è stata presentata in anteprima mondiale al Toronto International Film Festival il 10 settembre 2019.
Il film è stato distribuito nelle sale cinematografiche statunitensi il 1º novembre 2019 (assieme a Terminator - Destino oscuro e Motherless Brooklyn - I segreti di una città), mentre in Italia, Harriet è stato distribuito direttamente sulle principali piattaforme digitali nel luglio 2020, per via delle restrizioni per la pandemia di COVID-19.

### Home video
Il film è anche stato pubblicato in home video dal 6 agosto 2020.

## Accoglienza

### Incassi
A fronte di un budget di 17 milioni di dollari, Harriet ha incassato oltre 43 milioni tra Stati Uniti e Canada, altri 200mila in tutti gli altri Paesi del mondo, per un totale mondiale di circa $ 44 milioni (con l'aggiunta poi di altri 4,2 milioni con la vendita di home video).
Inoltre il film ha incassato 3,9 milioni di dollari soltanto durante il suo primo weekend di apertura al cinema, arrivando al termine della prima settimana a quasi $ 12 milioni, e posizionandosi quarto nella classifica dei migliori incassi del mese (per poi venir sorpassato da Terminator - Destino oscuro).

### Critica
L'aspetto sicuramente più apprezzato del film è stata la performance attoriale di Cynthia Erivo, candidata infatti anche all'Oscar alla miglior attrice.
Sul sito web Rotten Tomatoes, il film riceve il 73% delle recensioni professionali positive, con un voto medio di 6,6/10, basato su 232 recensioni; il consenso critico del sito: "Harriet funge da sincero tributo a un periodo fondamentale nella storia americana, sebbene peggiorato da un approccio frustrante e pieno di stereotipi".
Anche su Metacritic il film riceve un punteggio medio di 66 su 100, basato su 41 critiche, indicando "recensioni generalmente favorevoli"; invece il pubblico intervistato da CinemaScore, apprezzando molto il film, ha assegnato un raro voto pieno di "A+" (su una scala da A+ a F).

Il periodico The New York Observer ha scritto del film: 
Con abbastanza suspense da soddisfare il pubblico di oggi, ma anche con abbastanza velocità da salvarsi dal classico modello di biopic tradizionale, Harriet mantiene vivo l'interesse dello spettatore, e invita a non dimenticare mai tempi bui come quelli. Non è ancora la grande epopea sulla Guerra di secessione che ci si aspettava, ma è così ben strutturato da funzionare, e soprattutto la performance complessa della protagonista Cynthia Erivo è semplicemente meravigliosa!".
Sul Chicago Sun-Times, il film ha ottenuto un buon voto di 3 stelle su 4, venendo definito per la Erivo "convincente" e "potente", così come per l'approccio di Kasi Lemmons alla storia vera: "La sceneggiatura entusiasmante incornicia molto bene la straziante missione [di Harriet Tubman] con un ritmo frenetico".
Vi sono state però, anche se poche, pure delle recensioni negative; per esempio, IndieWire ha dato al film un voto di "B−", scrivendo che il film "non tenta di svecchiare il modello di film biografico, affidandosi invece al talento emergente Cynthia Erivo."
Infine il periodico statunitense Variety ha pubblicato la seguente recensione: "Cynthia Erivo interpreta in maniera sublime la schiava fuggita dalle catene Harriet Tubman con una furia lacerata dal dolore… Ma per il resto il biopic di Kasi Lemmons è più bisognoso di affetto che ispirato!".

## Riconoscimenti
- 2020 - Premi Oscar[22]
  - Candidatura per la migliore attrice a Cynthia Erivo
  - Candidatura per la migliore canzone a Stand Up
- 2020 - Golden Globe[23]
  - Candidatura per la miglior attrice in un film drammatico a Cynthia Erivo
  - Candidatura per la miglior canzone originale in un film per Stand Up
- 2019 - Hollywood Film Awards
  - Miglior attrice a Cynthia Erivo
- 2019 - Mill Valley Film Festival
  - Premio del pubblico
- 2019 - Satellite Awards[24]
  - Candidatura per la miglior attrice in un film drammatico a Cynthia Erivo
  - Candidatura per la migliore colonna sonora originale a Terence Blanchard
- 2020 - Critics' Choice Awards[25]
  - Candidatura per la miglior attrice a Cynthia Erivo
  - Candidatura per la miglior canzone a Stand Up
- 2020 - Screen Actors Guild Awards[26]
  - Candidatura per la miglior attrice cinematografica a Cynthia Erivo